# Slavko Majcen
Slavko Majcen, slovenski častnik, vojaški pilot, * 1976
Ima čin podpolkovnika.
Doma je iz Rihtarovec. Kot prvi Slovenec je leta 1999 diplomiral na ameriški letalski akademiji (United States Air Force Academy) v Colorado Springsu. Po prejetju diplome je postal podporočnik v Slovenski vojski.
Med svojo kariero je letel na letalih Zlin 242L/143, Pilatus PC-9M »Hudournik«, Let L-410 Turbolet in Dassault Falcon 2000EX.
Bil je na šolanju za kopilota na letalu Falcon.